# Mikael Persbrandt
Mikael Åke Persbrandt, född 25 september 1963 i Jakobsberg, är en svensk skådespelare.
Han har bland annat gjort rollen som Gunvald Larsson i Beck-serien. Han fick även rollen som Carl Hamilton från Jan Guillous romaner. Persbrandt har nominerats till åtta Guldbaggar, samtliga i kategorin Bästa manliga skådespelare, vilket är rekord. För rollen som Sigfrid Larsson i Maria Larssons eviga ögonblick (2008) belönades han med en Guldbagge och 2014 fick han återigen en Guldbagge för rollen som Hasse i Mig äger ingen.
Filmen Hämnden (2010), där Persbrandt spelar en av huvudrollerna, belönades med en Oscar i kategorin Bästa icke-engelskspråkiga film. 

## Biografi

### Uppväxt
Mikael Persbrandt växte upp i Jakobsberg. Hans föräldrar, som var 18 och 20 år när han föddes, skildes när han var 10 år och han växte därefter upp med sin mor Inga-Lill (född 1945), som är konstnär.

### Film-, TV- och teaterroller
Persbrandt inledde sin karriär som balettdansör. Han har spelat i många uppsättningar på Kungliga Dramatiska Teatern i Stockholm samt har gjort många film- och TV-roller. Han har bland annat spelat den utagerande polismannen Gunvald Larsson i filmerna om Martin Beck. Han har också medverkat i Svenska motorklassiker i TV4 Plus.
SVT:s TV-program Kobra gjorde en kopia på Fatboy Slims musikvideo "Weapon of Choice", och lät då Persbrandt spela huvudrollen. Hösten 2006 spelade fastighetsbolaget Vasakronan in en reklamfilm som påminde mycket om "Weapon of Choice"-videon. Reklamfilmen som spelades in i Kista Science Tower gav Vasakronan mycket uppmärksamhet. Den 12 september 2009 var han den första gästen i den nya omgången av Här är ditt liv med Ingvar Oldsberg som programledare. 2012 tog Persbrandt ett steg närmare Hollywood när han fick rollen som hamnskiftaren (han kan förvandla sig till en enorm björn) Beorn i Peter Jacksons filmtrilogi om hobbiten Bilbo Bagger.

### Företag
Persbrandt driver ett företag inom skådespeleri (Cambo Productions AB) och tidigare även ett inom eventracing (Cambo Racing AB). Sedan maj 2012 är han även delägare i privatteatern Maximteatern i Stockholm tillsammans med producenten Agneta Villman. Mikael Persbrandt är ledamot i styrelsen i två bolag, ett som driver värdepappershandel (Zenith Group AB) samt ett bolag som driver uthyrning av fastigheter (Zenith Incubator AB). Dessa båda bolag ingår i en koncern som heter Zenith Group Holding AB där Mikael Persbrandt inte har någon styrelsebefattning.

### Expressenaffären
I december 2005 polisanmälde Persbrandt kvällstidningen Expressen för förtal, sedan denna påstått på en löpsedel och inne i tidningen att Persbrandt låg intagen på Alfagruppens klinik i Uppsala för akut alkoholförgiftning, uppgifter som enligt Persbrandt var felaktiga. Expressen bad sedan om ursäkt, och erkände att deras källkritik hade brustit, men denna ursäkt godtogs inte av Persbrandt. En förundersökning inleddes av justitiekansler Göran Lambertz och den 18 maj 2006 beslutade JK att åtala Expressens ansvarige utgivare, Otto Sjöberg. Efter att en tryckfrihetsjury uttalade att Otto Sjöberg gjort sig skyldig till förtal (icke grovt förtal som åklagaren yrkat) meddelade den 15 december 2006 Stockholms tingsrätt dom. Otto Sjöberg dömdes till 80 dagsböter à 1 000 kronor. Mikael Persbrandt fick 75 000 kronor i skadestånd, att jämföra med de 500 000 han krävt.

### Avhoppet från Dramaten
Den 13 oktober 2007 gjorde Persbrandt ett uppmärksammat avhopp från Kungliga Dramatiska Teatern i Stockholm. Efter fyra föreställningar av Måsen sjukskrev Persbrandt sig, vilket senare följdes av hans uppsägningsansökan. Persbrandt anförde tidsbrist och svårigheter med att kombinera film- och teaterverksamhet som orsaker till avhoppet. Persbrandts hastiga avhopp fördömdes av hans kollegor, framförallt Jan Malmsjö och Marie Göranzon. Malmsjö gjorde många kraftiga uttalanden mot Persbrandt i en uppmärksammad intervju den 19 december 2007 i ABC:s program Eftersnack.
Dagen efter att Malmsjö kritiserade Persbrandt kom det fram att han (Persbrandt) skulle spela i I väntan på Godot på Stockholms Stadsteater i februari 2009. 

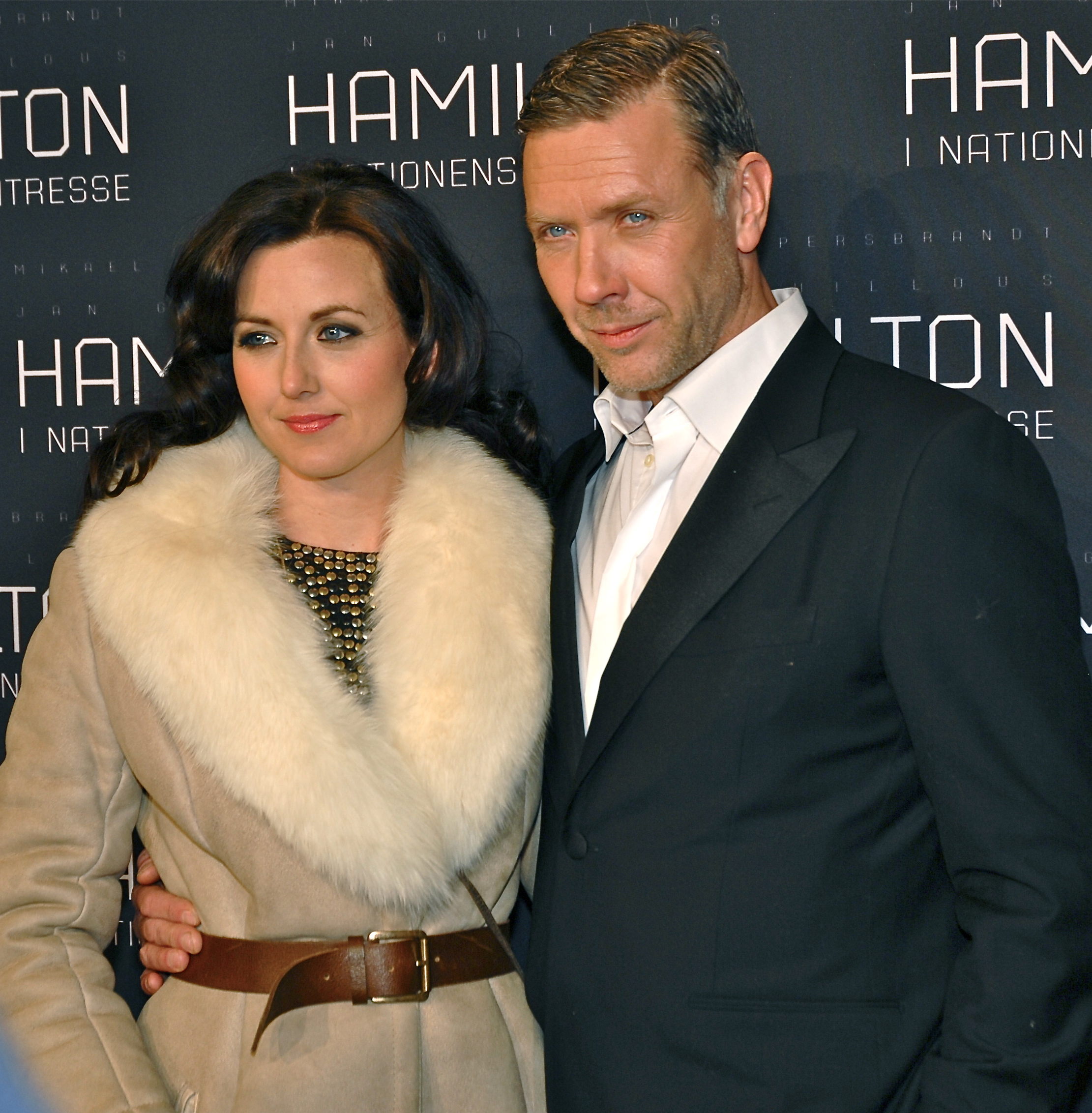
Mikael Persbrandt och Sanna Lundell, 2012.

### Privatliv
Han var sambo med skådespelerskan Maria Bonnevie 1998–2003. Han har sedan 2005 ett förhållande med skribenten Sanna Lundell; paret har tre söner.

## Utmärkelser
- Guldsolen 2004
- Ingmar Bergmanpriset 2005
- Guldbagge vid Guldbaggegalan 2009, för 2008 års bästa manliga huvudroll i Maria Larssons eviga ögonblick
- Guldbagge vid Guldbaggegalan 2014, för 2013 års bästa manliga huvudroll i Mig äger ingen

## Övriga uppdrag
Sommaren 2004 och 2006 var han en av sommarvärdarna i Sveriges Radio P1. 2007 deltog han i Midnattssolsrallyt. Han körde en Volvo PV 544, men han har också kört i RHK (Racing Historiska Klubben) där han har kört i klassen RS.
Åren 2000–2011 var Persbrandt Unicef-ambassadör.
Under våren 2015 lanserade Persbrandt en egen app och i april 2015 släppte Persbrandt den egna podcasten ”I AM” – en serie i sex avsnitt i samarbete med kapselmaskinsföretaget Tassimo, där Persbrandt ger sin ofiltrerade syn på världen och livet.
Persbrandt har även lanserat sig som konstnär och lyckats uppnå bra kritik från erkända konstkritiker. Under 2015 hade han en utställning hos Lars Lerin på Sandgrund i Karlstad.

## Teater

### Roller (ej komplett)
| År   | Roll          | Produktion                                                                                         | Regi            | Teater                 |
| ---- | ------------- | -------------------------------------------------------------------------------------------------- | --------------- | ---------------------- |
| 1984 |               | Kung Lear (King Lear) William Shakespeare                                                          | Ingmar Bergman  | Dramaten               |
| 1985 |               | Julius Caesar William Shakespeare                                                                  |                 | Dramaten               |
| 1991 |               | Artauds Rekviem Rickard Günther och ensemblen                                                      | Rickard Günther | Teater Galeasen        |
| 1992 |               | Ferrando Bruno Carl Jonas Love Almqvist                                                            |                 | Teater Galeasen        |
| 1993 |               | Gatan (Road) Jim Cartwright                                                                        | Rickard Günther | Teater Galeasen        |
| 1993 |               | Roberto Zucco Bernard-Marie Koltès                                                                 | Rickard Günther | Teater Galeasen        |
| 1994 |               | Tre systrar (Три сeстры, Tri sestry) Anton Tjechov                                                 |                 | Teater Plaza           |
| 1995 |               | Änglar, eller Soporna, staden och döden (Der Müll, die Stadt und der Tod) Rainer Werner Fassbinder | Rickard Günther | Teater Galeasen        |
| 1996 |               | Puntila (Herr Puntila und sein Knecht Matti) Bertolt Brecht                                        |                 | Dramaten               |
| 1996 |               | En handelsresandes död (Death of a Salesman) Arthur Miller                                         |                 | Teater Plaza           |
| 1998 | Sun           | Den goda människan från Sezuan (Der gute Mensch von Sezuan) Bertolt Brecht                         | Thorsten Flinck | Dramaten               |
| 1998 |               | Lång dags färd mot natt (Long Day's Journey into Night) Eugene O'Neill                             |                 | Dramaten               |
| 1999 |               | Don Juan (Dom Juan ou Le Festin de pierre) Molière                                                 |                 | Dramaten               |
| 2000 |               | Maria Stuart Friedrich von Schiller                                                                | Ingmar Bergman  | Dramaten               |
| 2000 | Gregers Werle | Vildanden Henrik Ibsen                                                                             | Stefan Larsson  | Dramaten               |
| 2002 |               | Leka med elden August Strindberg                                                                   |                 | Dramaten               |
| 2004 |               | Arbetarklassens sista hjältar Peter Birro                                                          |                 | Dramaten               |
| 2005 |               | Fröken Julie August Strindberg                                                                     |                 | Dramaten               |
| 2006 |               | Lik som män (Mænd uden noget) Ole Bornedal                                                         | Ulf Dohlsten    | Vasateatern            |
| 2007 | Trigorin      | Måsen (Чайка, Tjajka) Anton Tjechov                                                                | Stefan Larsson  | Dramaten               |
| 2009 |               | I väntan på Godot (En attendant Godot) Samuel Beckett                                              |                 | Stockholms Stadsteater |
| 2014 |               | Dödsdansen August Strindberg                                                                       |                 | Maximteatern           |
| 2022 | Robert        | Så enkel är kärleken Lars Norén                                                                    | Eva Dahlman     | Maximteatern           |

## Radioteater
- 1995 – Schakt - Radioteatern SR P1, av Kurt Öberg. Regi: Peter Luckhaus. Övriga skådespelare: Stefan Larsson och Annika Wallin.

## Ljudboksuppläsningar (urval)
- 2004 – Winterland av Åke Edwardson[23]
- 2005 – Kommer hem och är snäll av Lars Ahlin[24]
- 2008 – Fursten av Niccoló Machiavelli[25]
- 2008 – Djävulen och fröken Prym av Paulo Coelho[26]
- 2018 – Mikael Persbrandt : så som jag minns det

## Övrigt
Persbrandt har ett känt båtintresse och äger bland annat en Donzimotorbåt, en katamaranracerbåt och en trimaransegelbåt av typen Multi23.
2019 var han en av deltagarna i Expeditionen på TV4, där de besteg ett berg i Himalaya.